# 악곡
악곡(musical composition)은 성악이든 기악이든 원본 작품이나 음악 작품, 악곡의 구조 또는 새로운 음악 작품을 창작하거나 쓰는 과정을 의미할 수 있다. 새로운 작곡을 하는 사람을 작곡가라고 한다. 주로 노래를 작곡하는 사람을 일반적으로 작곡가라고 한다. 노래의 경우, 노래 가사를 쓰는 사람이 작사가이다. 서양 클래식 음악을 포함한 많은 문화권에서 작곡 행위에는 일반적으로 작곡가나 다른 음악가가 연주하는 "악보"와 같은 음악 표기법 작성이 포함된다. 대중 음악과 전통 음악에서 작곡에는 멜로디, 가사 및 코드 진행을 설명하는 리드 시트라고 하는 노래의 기본 개요를 만드는 작업이 포함될 수 있다. 클래식 음악에서 오케스트레이션(멜로디, 반주, 대향멜로디, 베이스라인 등과 같은 음악의 다양한 부분을 연주하는 오케스트라와 같은 대규모 음악 앙상블의 악기 선택)은 일반적으로 작곡가가 수행한다. 뮤지컬 극장과 팝 음악에서 작곡가는 편곡자를 고용하여 오케스트레이션을 수행할 수 있다. 어떤 경우에는 팝송이나 전통 작곡가가 기보법을 전혀 사용하지 않고 대신 마음속으로 노래를 작곡한 다음 기억에서 연주하거나 노래하거나 녹음할 수도 있다. 재즈와 대중음악에서는 영향력 있는 연주자들의 주목할 만한 녹음이 클래식 음악에서 연주되는 악보나 인쇄된 악보만큼 비중을 차지한다.
악곡은 종종 악보를 사용하고 저자가 한 명이지만 항상 그런 것은 아니다. 음악 작품에는 여러 명의 작곡가가 있을 수 있는데, 이는 밴드의 모든 멤버가 협력하여 노래를 쓰는 대중 음악이나 뮤지컬에서 한 사람이 멜로디를 쓰고, 두 번째 사람이 가사를 쓰고, 세 번째 사람이 곡을 편성하는 경우에 자주 발생한다.
음악 작품은 단어, 이미지로 구성될 수도 있으며, 20세기 이후에는 가수나 음악가가 음악적 사운드를 생성하는 방법을 설명하거나 표기하는 컴퓨터 프로그램을 사용하여 구성될 수도 있다.

## 같이 보기
- 국제음악원전기구